# Hak holowniczy

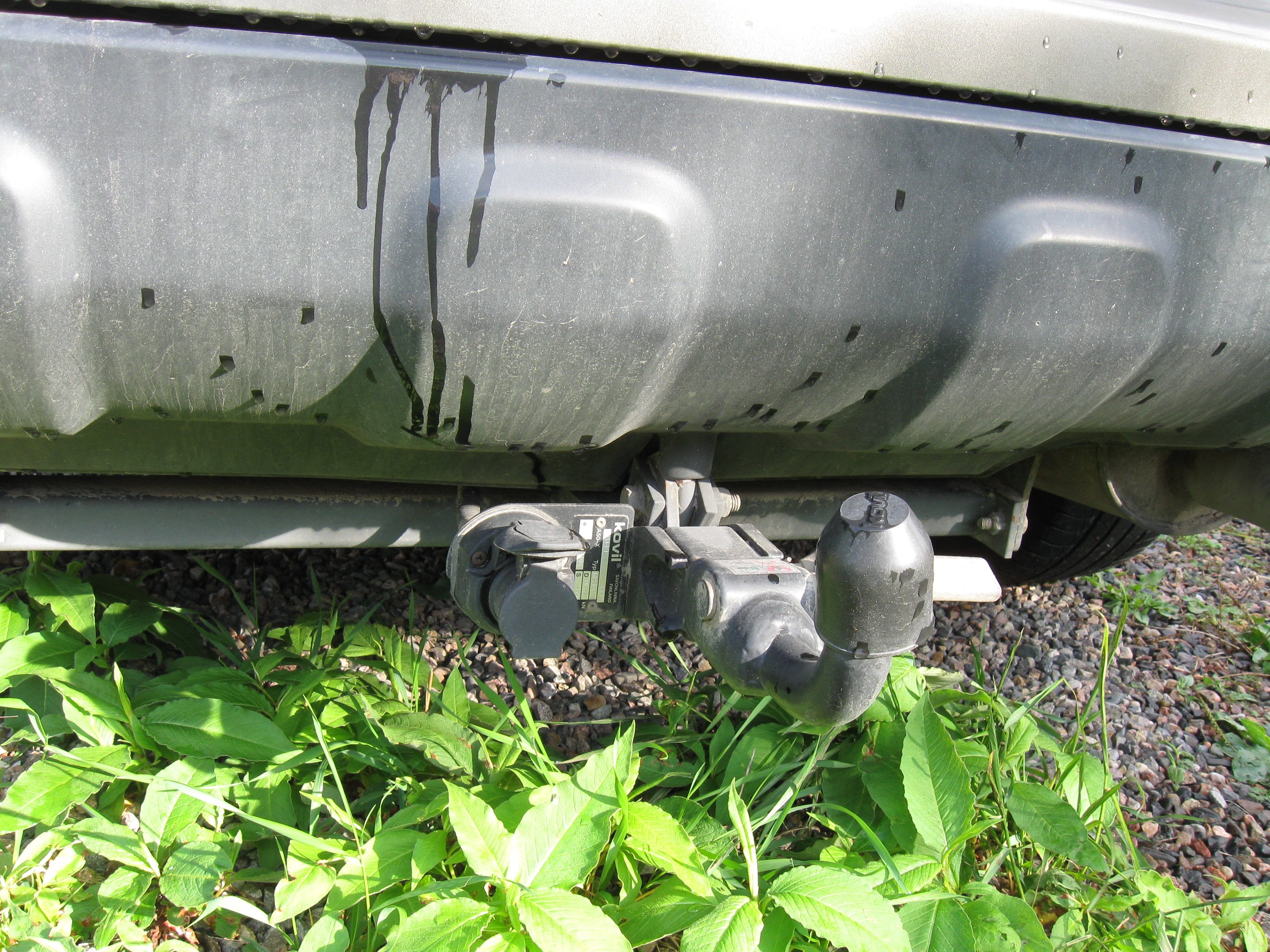
Zdejmowalny hak holowniczy do samochodu osobowego

Hak holowniczy, inaczej zaczep kulowy – mechaniczne urządzenie sprzęgające służące do holowania przyczep lub instalacji urządzeń typu bagażnik na rowery montowany na kuli haka. Został wynaleziony przez niemiecką rodzinę z Bawarii, która zajmowała się produkcją wozów oraz karet. Obecnie firma rozrosła się i znana jest jako Westfalia Automotive. Haki holownicze spotykane są z różnymi systemami kuli (czyli końcówki): stałe (kula przyspawana na stałe), odkręcane, wypinane poziomo lub pionowo. Producent haka holowniczego zobowiązany jest do uzyskania homologacji typu (angielskie Type Approval) na każdy produkowany model haka. Przepisy homologacji haków holowniczych zawarte są w Regulaminie R55 EKG ONZ oraz (wcześniej) także w Dyrektywie nr 94/20 UE. 
Wyróżnia się dwie europejskie homologacje w Polsce: 
- E20 - wydawana na podstawie Regulaminu R55 EKG ONZ
- e20 - wydawana na podstawie Dyrektywy nr 94/20 UE

Regulamin nr 55 Europejskiej Komisji Gospodarczej Organizacji Narodów Zjednoczonych (EKG ONZ) – Jednolite przepisy dotyczące homologacji mechanicznych elementów sprzęgających zespołów pojazdów - jako definicję haka holowniczego podają: 
„Mechaniczne urządzenia sprzęgające i ich elementy” oznaczają wszelkie elementy ramy, części nośnych nadwozia i podwozia pojazdu silnikowego oraz przyczepy, przy pomocy których są one sprzężone, aby stworzyć zespół pojazdów lub pojazdy przegubowe. Należą do nich także części zamontowane na stałe lub odłączane, służące mocowaniu lub obsługiwaniu wyżej wymienionych urządzeń i elementów sprzęgających.